# Cathédrale Notre-Dame-de-Guadeloupe de Basse-Terre
Cette  cathédrale n’est pas la seule cathédrale Notre-Dame-de-Guadalupe.
La cathédrale Notre-Dame-de-Guadeloupe de Basse-Terre est une cathédrale catholique située à Basse-Terre, en Guadeloupe, siège du diocèse de Basse-Terre et Pointe-à-Pitre depuis sa création en 1850.
Elle fait l’objet d’un classement au titre des monuments historiques en 1975. Le clocher a été classé aux monuments historiques en 2006.

## Historique
Le premier édifice est construit sur un terrain donné aux capucins par le gouverneur Du Lion le 30 novembre 1673. Il s'agit alors d'une chapelle et un couvent dédiés à François d'Assise. Après le don d'un nouveau terrain entre 1674 et 1679, une nouvelle église est édifiée, mais plusieurs fois endommagée, elle est reconstruite du XVIIIe au XXe siècle.
En 1850, les diocèses de Guadeloupe, de Martinique et de la Réunion sont créés, et l'église Saint-François est alors consacrée en cathédrale dédiée à Notre-Dame de Guadalupe. En 1877, Mgr Benjamin Joseph Blanger l'élève au titre de basilique mineure.
En décembre 2018, les grands orgues de la cathédrale sont mis en service. Philippe Lefèvre les inaugure.

## Architecture et décorations
Édifiée en 1736, la cathédrale arbore une façade harmonieuse en style baroque « jésuite », car le modèle fut répandu par la Compagnie de Jésus à partir du XVIIe siècle. La façade en pierres de taille volcaniques, est ornée des statues de saint Pierre, de saint Paul et de la Vierge Marie. À l'arrière de la cathédrale se trouve son clocher, séparé.

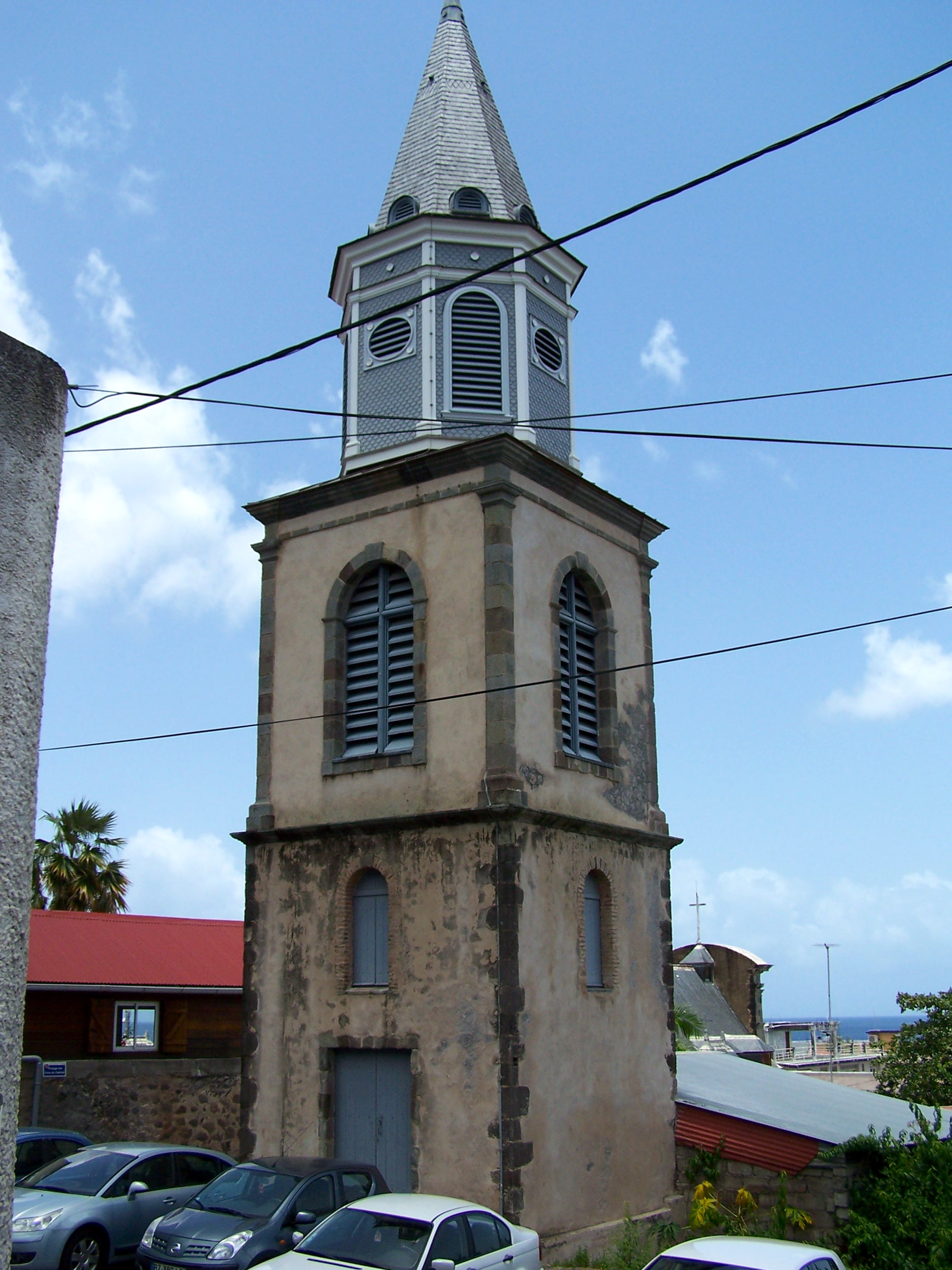
Le clocher séparé.

La cathédrale possède le caveau des évêques de la Guadeloupe où sont inhumés :
- Mgr Boutonnet (1802-1868)
- Mgr Reyne (1824-1872)
- Mgr Genoud (1860-1945)
- Mgr Oualli (1928-2002)
- Mgr Cabo (1932-2019)

## Grandes orgues
De grandes orgues ont été commandées par le ministère des affaires culturelles. Mises en service en 2018, les grandes orgues de la cathédrale sont composées de 1856 tuyaux de 1 centimètre à 6 mètres de haut en bois de chêne et d'acajou. L'instrument a été fabriqué en Corrèze par le facteur d’orgue Bertrand Cattiaux.